# Armazém central
Um armazém central é o local onde se recolhem todos os materiais do stock e de compra directa para incorporação nos processos de fabrico ou para distribuição aos clientes. Num armazém descentralizado os materiais encontram-se repartidos por diversos armazéns segundo critérios definidos.

## Vantagens
As principais vantagens de um armazém central são (Krippendorff, 1972, p. 88):
- Oportunidade de aperfeiçoar a técnica de armazenagem;
- Poder controlar as entradas e saídas de mercadorias de uma forma mais eficaz a partir do armazém;
- Utilizar da melhor maneira os espaços disponíveis no armazém;
- Coordenar a ligação entre o armazém com a entrada e saída de mercadorias.

## Desvantagens
As desvantagens de ter um armazém central são (Krippendorff, 1972, p. 88):
- Tempos de entrega de mercadorias mais demorados;
- Dificuldades nas ligações entre o armazém e o destino da mercadoria.

## Referência
- KRIPPENDORFF, Herbert - Manual de Armazenagem Moderna. Lisboa: Editorial Pórtico, D.L. 1972.